# 마헤쉬 바부

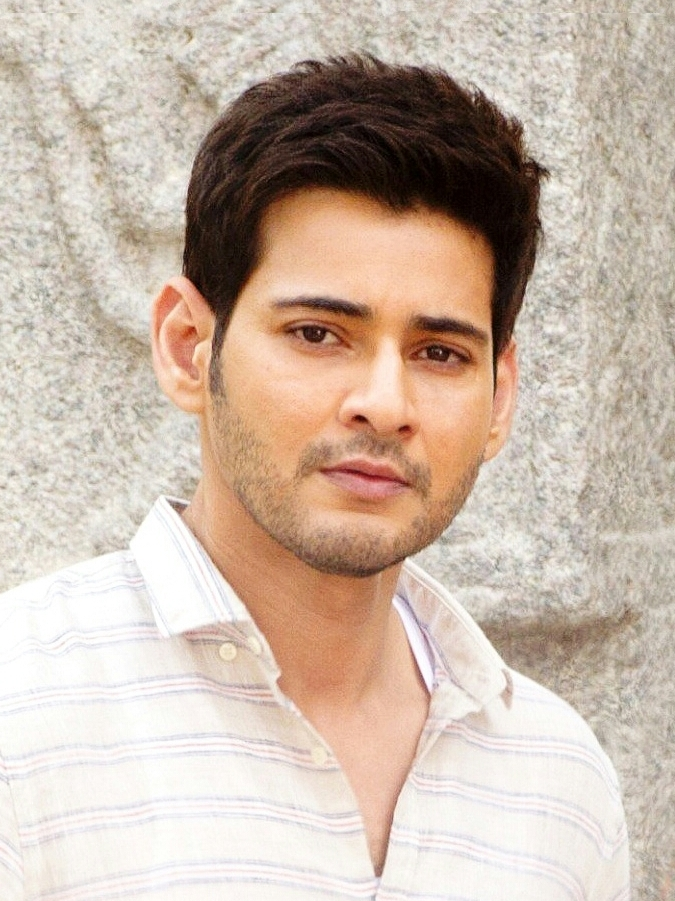

마헤쉬 바부(Mahesh Babu, 1975년 8월 9일 ~ )는 인도의 영화배우이다.
첸나이에서 태어났다.

## 영화
- 스리만뚜두 (2015년)
- 아가두 (2014년)
- 1 - 네노카디네 (2014년)
- 시탐마 바키틀로 시리말레 체투 (2013년) - 친노두 역
- 비지니스 맨 (2012년)
- 두쿠두 (2011년) - G. 아제이 쿠마 역
- 로그 (2006년) - 판두 역
- 아타두 (2005년) - 난다 고팔 역
- 오카두 (2003년) - 아제이 역
- 타카리 동가 (2002년) - 라자 역